# Ein diskreter Held
Ein diskreter Held (Originaltitel El héroe discreto) ist ein Roman des peruanischen Schriftstellers Mario Vargas Llosa aus dem Jahr 2013. Vargas Llosa verknüpft die Geschichten zweier alter Männer, deren Standhaftigkeit durch Anfechtungen auf die Probe gestellt wird. Ein Fuhrunternehmer verweigert sich einer Schutzgelderpressung. Ein Trauzeuge bekommt nach einer unstandesgemäßen Heirat die Wut der Angehörigen zu spüren.

## Inhalt
Felícito Yanaqué ist der 53-jährige Inhaber des Bus- und Fuhrunternehmens Narihualá im nordperuanischen Piura. Unglücklich verheiratet gilt seine Liebe drei Dingen: seiner eigenhändig aufgebauten Firma, seiner jungen Geliebten Mabel und seinem verstorbenen Vater, der ihn einst in größtem Elend aufgezogen hat und dem er seine arbeitsame und pflichtbewusste Lebenseinstellung verdankt. Das Vermächtnis seines Vaters war die Aufforderung: „Lass dich niemals von irgendwem rumschubsen, mein Sohn!“ Und so denkt Felícito, als er eines Tages unvermittelt einen mit einer Spinne unterzeichneten Erpresserbrief erhält, keine Sekunde daran, das geforderte Schutzgeld zu entrichten.
Don Rigoberto, Generaldirektor einer Versicherungsanstalt in Lima, hat sich mit 62 Jahren in den Ruhestand versetzen lassen, um endlich nur noch seiner Liebe für Kunst und Kultur zu frönen. Gemeinsam mit seiner Frau Lucrecia und dem 15-jährigen Sohn Alfonso plant er eine Reise nach Europa, dem Ziel seiner kulturellen Sehnsüchte. Doch zuvor übernimmt er einen Freundschaftsdienst für seinen ehemaligen Chef Ismael Carrera, der im stolzen Alter von 81 Jahren seine kaum halb so alte Haushälterin Armida heiratet, und fungiert als dessen Trauzeuge. Während sich die frisch Vermählten auf eine ausgiebige Hochzeitsreise begeben, wird Rigoberto von Ismaels um ihr Erbe fürchtenden Söhnen Miki und Schlaks bedroht, die Einwilligung zur Hochzeit zurückzuziehen. Rigoberto lässt sich von den verrufenen Zwillingen nicht einschüchtern, doch wird er in unersprießliche Rechtsstreitigkeiten verwickelt, die ihm seine Ruhestandspläne vergällen.
Nachdem Felícito auch den nächsten Erpresserbrief ignoriert, zünden Unbekannte seine Büroräume an. Daraufhin geht der Erpresste in die Öffentlichkeit und verkündet in einer Zeitungsanzeige, dass er unter keinen Umständen Schutzgeld zahlen werde. Die Anzeige setzt nicht nur die Polizei um Sergeant Lituma und Hauptmann Silva unter Druck, sie macht aus dem zurückhaltenden Fuhrunternehmer in Piura einen Helden. Doch als Felícitos Geliebte Mabel entführt wird, knickt er ein und verspricht die Schutzgeldzahlungen. Die unversehrt zurückgekehrte junge Frau verstrickt sich in Verhören rasch in Widersprüche und muss schließlich ihre Mitwirkung an der Erpressung eingestehen. Rädelsführer ist Felícitos eigener Sohn Miguel, der seinen Vater hasst und heimlich mit dessen Geliebter schläft. Die Medien stürzen sich auf den Fall, und die Verehrung für den Fuhrunternehmer schlägt um in einen Skandal.
Don Rigoberto macht sich inzwischen Sorgen um seinen Sohn Fonchito, der von regelmäßigen Begegnungen mit einem älteren Mann namens Edilberto Torres berichtet. Gehen seine Eltern zuerst von einem Päderasten aus, dann von einem Hirngespinst des Heranwachsenden, fürchtet Rigoberto unter dem Einfluss von Thomas Manns Doktor Faustus am Ende gar, bei den Erscheinungen handle sich um den leibhaftigen Teufel. Mittlerweile ist Ismael von seiner Hochzeitsreise zurückgekehrt, doch ehe er seine Angelegenheiten regeln kann, stirbt er an einem Herzinfarkt. Nun setzen seine Söhne die Witwe Armida unter Druck, die aus Lima in ihre Heimatstadt Piura flüchtet, wo sie bei ihrer Schwester Unterschlupf findet, die ausgerechnet Felícitos Ehefrau Gertrudis ist.
Felícito hat inzwischen sein Leben neu geordnet. Er hat sich von Mabel getrennt und von Miguel losgesagt. Gertrudis gesteht, dass dieser gar nicht sein Sohn ist. Sie wurde als Minderjährige von ihrer Mutter zur Prostitution gezwungen. Als sie schwanger wurde, haben die beiden Frauen den Bankert Felícito untergeschoben. Nachdem beide Ehepartner ihren Betrug eingestanden haben, können sie sich zum ersten Mal miteinander versöhnen. Auf Einladung Armidas reisen sie nach Europa und begegnen am Flughafen Rigoberto samt Frau und Sohn, der endlich seine langersehnte Bildungsreise antritt. Rigoberto bleibt angespannt, denn die Reise, die zu einem Höhepunkt seines Lebens werden soll, will er sich von niemandem verderben lassen. Einen Schreckensmoment versetzt ihm Alfonso, als dieser an Bord des Flugzeuges Edilberto Torres gesehen haben will. Doch dann gibt der Junge lachend seinen Scherz zu, und Rigoberto ist mit allem ausgesöhnt.

## Wiederkehrende Figuren
Mehrere Figuren aus Ein diskreter Held sind bereits aus früheren Romanen Vargas Llosas bekannt. Der kulturell interessierte Versicherungsdirektor Don Rigoberto, ein Alter Ego des Autors, trat mit seiner Familie schon in Lob der Stiefmutter (1988) und Die geheimen Aufzeichnungen des Don Rigoberto (1997) auf. Sergeant Lituma war 1966 in Das grüne Haus Anführer der so genannten „Unbezwingbaren“. Weitere Auftritte hatte er im Drama La Chunga (1986) sowie den Romanen Maytas Geschichte (1984), Wer hat Palomino Molero umgebracht? (1986), damals schon an der Seite von Hauptmann Silva, und Tod in den Anden (1993).

## Ausgaben
- Mario Vargas Llosa: El héroe discreto. Alfaguara, Madrid 2013, ISBN 978-84-204-1489-8.
- Mario Vargas Llosa: Ein diskreter Held. Aus dem Spanischen von Thomas Brovot. Suhrkamp, Berlin 2013, ISBN 978-3-518-42400-1.
- Mario Vargas Llosa: Ein diskreter Held. Gekürzte Lesung von Gert Heidenreich. Der Hörverlag, München 2013, ISBN 978-3-8445-1303-5.